# Castell de Chaumont
El castell de Chaumont (en francès: Château de Chaumont,) és un castell d'estil renaixentista amb museu, i jardins « à l'anglaise » i contemporani, de 4 hectàrees d'extensió de propietat pública, localitzat a la comuna de Chaumont-sur-Loire, a la regió de Centre-Vall del Loira de França.
El conjunt ha estat objecte de classificació a títol de monuments històriques per la "liste des monuments historiques de 1840", així com en 1937 i 1955.
L'edifici està situat a l'interior del perímetre de Vall del Loira inscrit com a Patrimoni de la Humanitat de la UNESCO.
També està catalogat com « Jardin Remarquable» (jardí notable) en el 2003. Es troba obert tot l'any, es cobra una tarifa d'entrada.

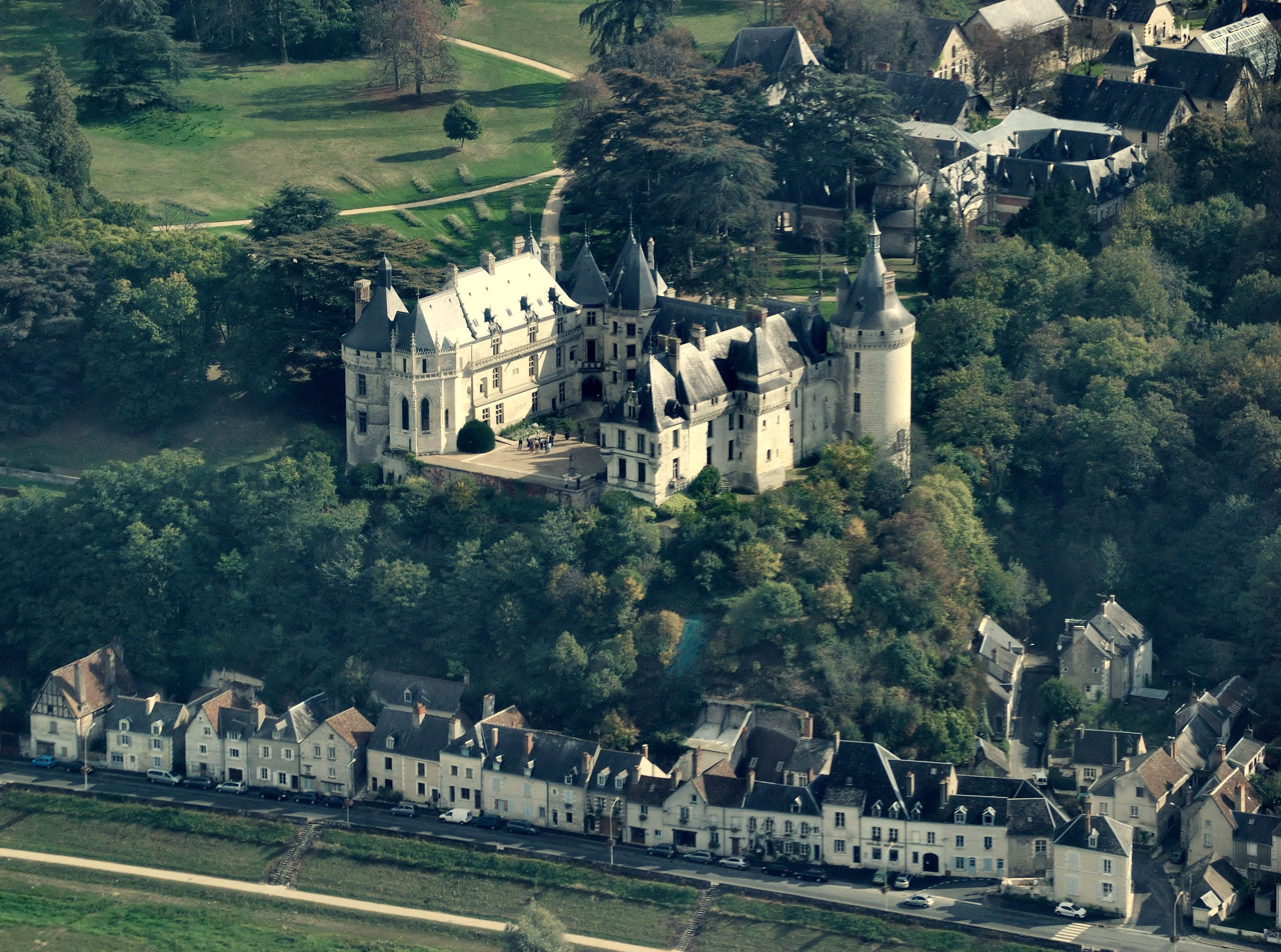
Vista aèria del castell de Chaumont

## Localització
Chaumont-sur-Loire és una població i comuna francesa, situada a la regió de Centre, departament de Loir i Cher, en el districte de Blois i cantó de Montrichard.
El "château" està situat en un promontori sobre la riba del riu Loira, un dels últims rius salvatges d'Europa, entre Amboise i Blois.

## Història
El primer castell en aquest lloc entre Blois i Amboise va ser una primitiva fortalesa construïda per Eudes II, Comte de Blois, al segle x amb el propòsit de protegir Blois d'atacs dels seus rivals feudals, els comtes d'Anjou. En el seu nom Norman Gelduin ho va rebre, ho va millorar i ho va mantenir com el seu. La seva reneboda Denise de Fougère, havent-se casat amb Sulpice d'Amboise, el castell va passar a la família Amboise durant cinc segles. El castell va ser cremat l'any 1465 a les ordres de Lluís XI de França i va ser reconstruït novament per Charles I d'Amboise des de 1465-1475 i després va ser acabat pel seu fill, Charles II d'Amboise de Chaumont des de 1498–1510, amb ajuda del seu oncle, Georges d'Amboise; algunes de les característiques del Renaixement van ser vistes en edificis que van conservar el seu aspecte medieval en general.
El castell va ser comprat per Caterina de Mèdici l'any 1560, un any després de la mort del seu espòs Enric II de França. Allí, va entretenir nombrosos astròlegs, entre ells Nostradamus. L'any 1559, va obligar a Diana de Poitiers, l'amant del seu espòs mort, a intercanviar el castell de Chenonceau, que li havia atorgat Enric II, pel castell de Chaumont. Diana de Poitiers només va viure al castell de Chaumont per un curt temps.
L'any 1594, per la mort de la neta de Diana, Charlotte de la Marck, el castell va passar al seu espòs, el vescomte de Turenne, qui l'hi va vendre a un recaptador d'impostos, Largentier, qui s'havia enriquit amb la recaptació de l'impost sobre la sal anomenat la gabelle. Largentier eventualment va ser arrestat per especulador, el castell i el títol de senyor de Chaumont va passar a una família originària de Lucca, que va ser propietària fins a l'any 1667, quan va passar per connexions familiars als senyors de Ruffignac.
El duc de Beauvilliers va comprar el castell l'any 1699, va modernitzar algun dels seus interiors i ho va decorar amb suficient grandesa per albergar al duc d'Anjou en el seu camí per convertir-se en el rei d'Espanya l'any 1700. El seu hereu es va veure obligat a vendre Chaumont per pagar els seus deutes a un maître des requêtes de Luis XV, Monsieur Bertin, que va demolir l'ala nord construïda per Charles II d'Amboise i el cardenal d'Amboise, per obrir la casa cap a la vista del riu a la moda actual.
L'any 1750, Jacques-Donatien Le Ray va adquirir el castell com una casa de camp on va establir una fàbrica de fabricació de vidre i ceràmica. Va ser considerat el "Pare de la Revolució Americana" francès, a causa que li encantava Amèrica.
Benjamin Franklin va ser un convidat al castell. El seu net, Tremp, sí que ho fou.
Anne-Louise Germaine Necker després va adquirir el castell a l'any 1810. El comte d'Aramon va comprar el castell descurat l'any 1833, va dur a terme renovacions extenses sota l'arquitecte Jules Potier de la Morandière de Blois, qui fou un inspector dels treballs al Castell de Blois; M. d'Aramon va instal·lar un museu d'arts medievals en el "Tour de Catherine de Médicis". Marie-Charlotte Say, hereva de la fortuna de sucre Say, va adquirir Chaumont l'any 1875. Més tard, aquest any, es va casar amb Amédée de Broglie, qui es va encarregar dels estables de luxe (1877) dels dissenys de Paul-Ernest Sanson, després va restaurar el castell sota la direcció de Sanson i va replantar el parc en el paisatge naturalista anglès.
El castell ha estat classificat com un Monument històric des de 1840 pel Ministeri de Cultura Francesa. L'any 1938, el govern es va fer càrrec de la propietat. Forma part del conjunt de castells del Loira que van ser declarats Patrimoni de la Humanitat per la Unesco l'any 2000. El Castell de Chaumont actualment és un museu i cada any acull un Festival del Jardí des d'abril fins a octubre on dissenyadors contemporanis de jardíns mostren els seus treballs en un jardí a l'estil anglès.

Interior del castell Chaumont
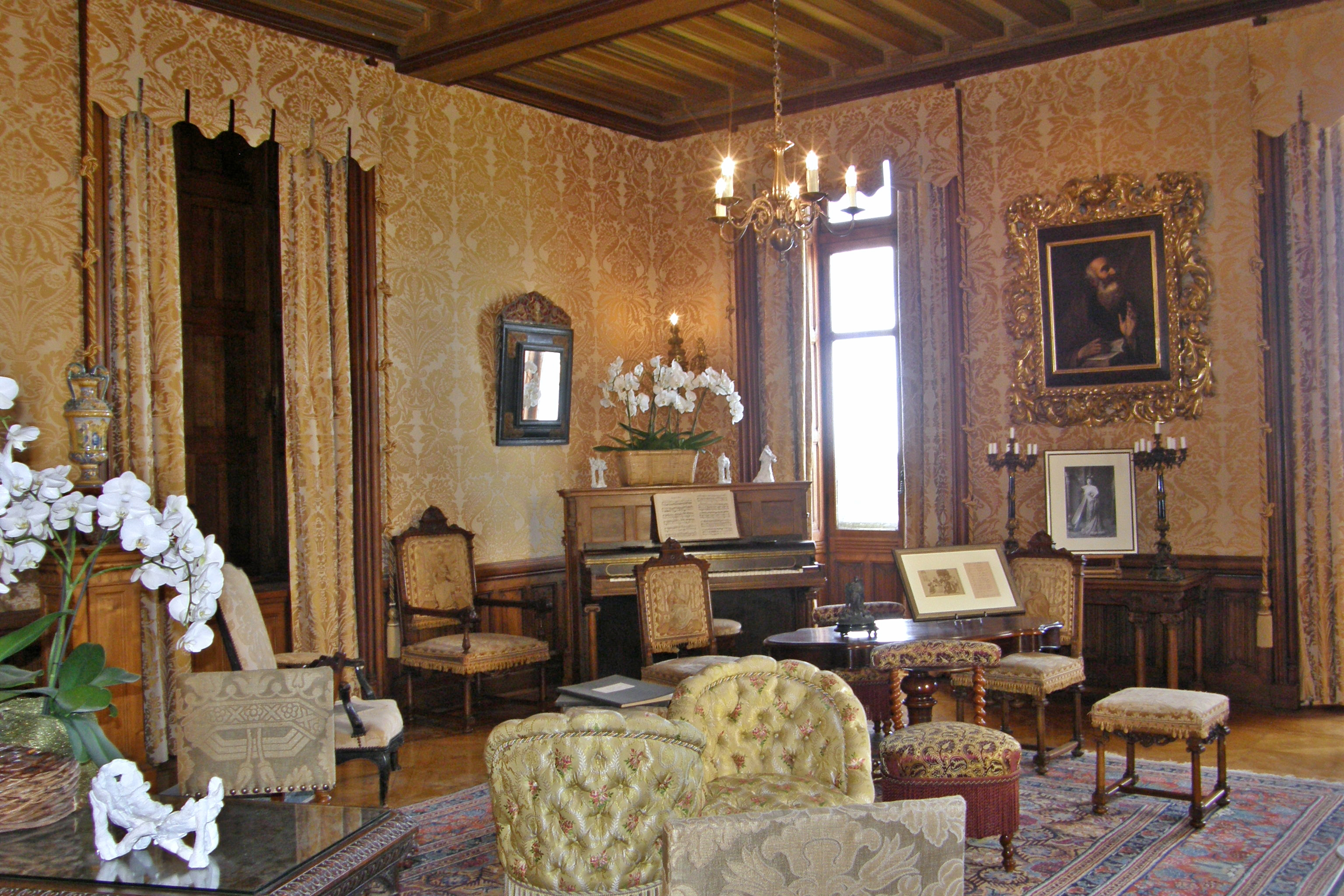
Saló.
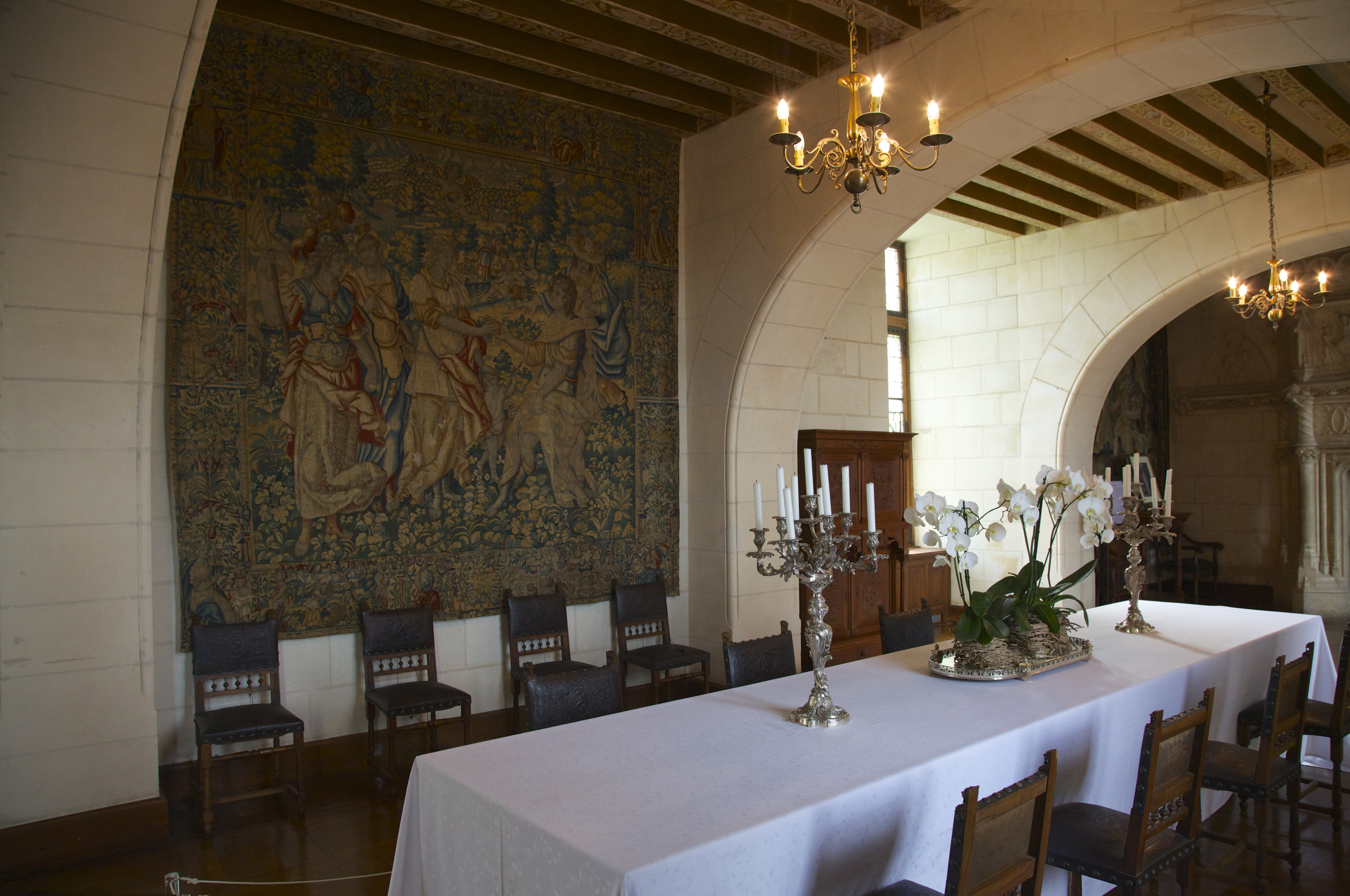
Taula del menjador.
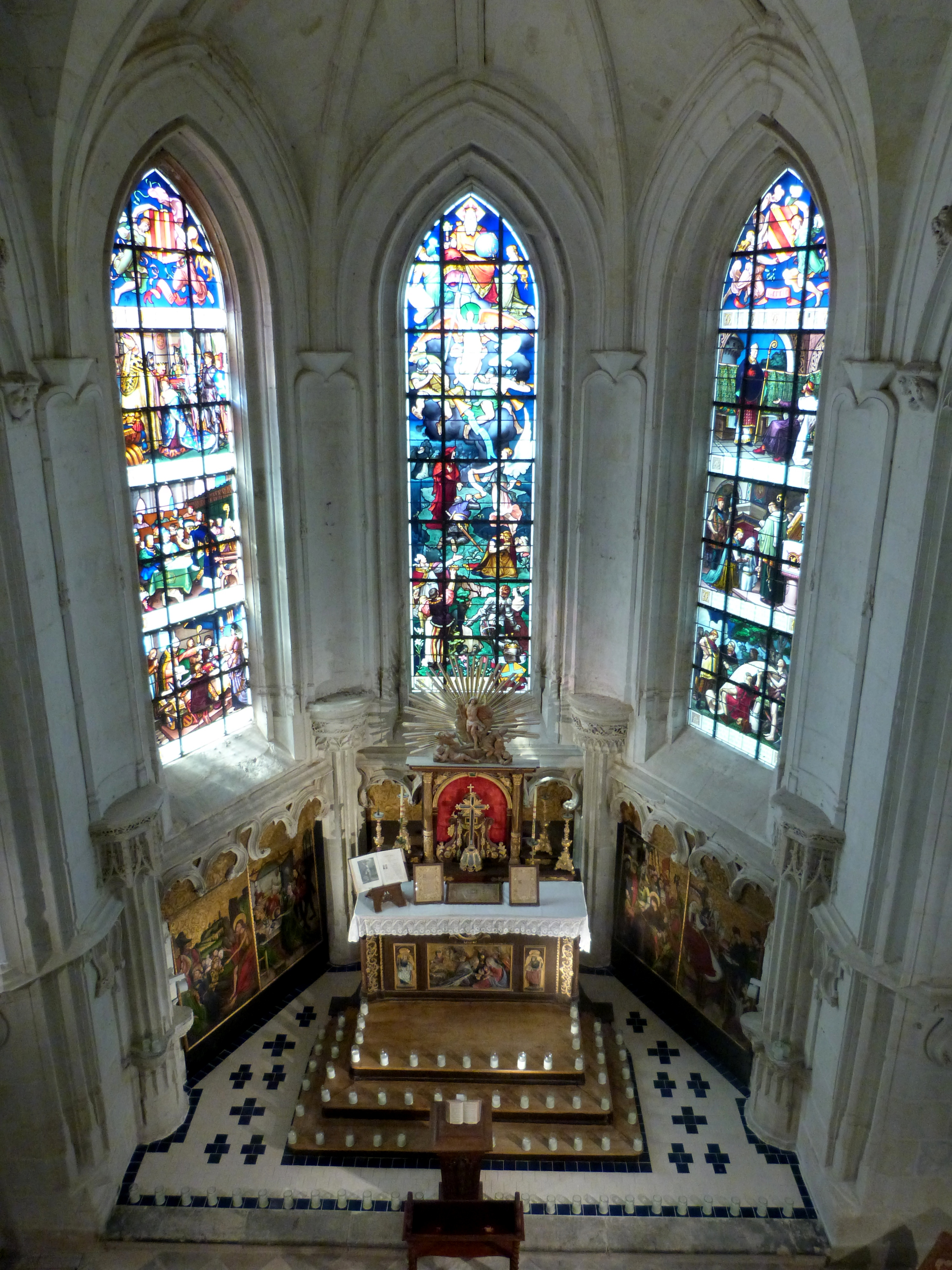
La capella del castell.
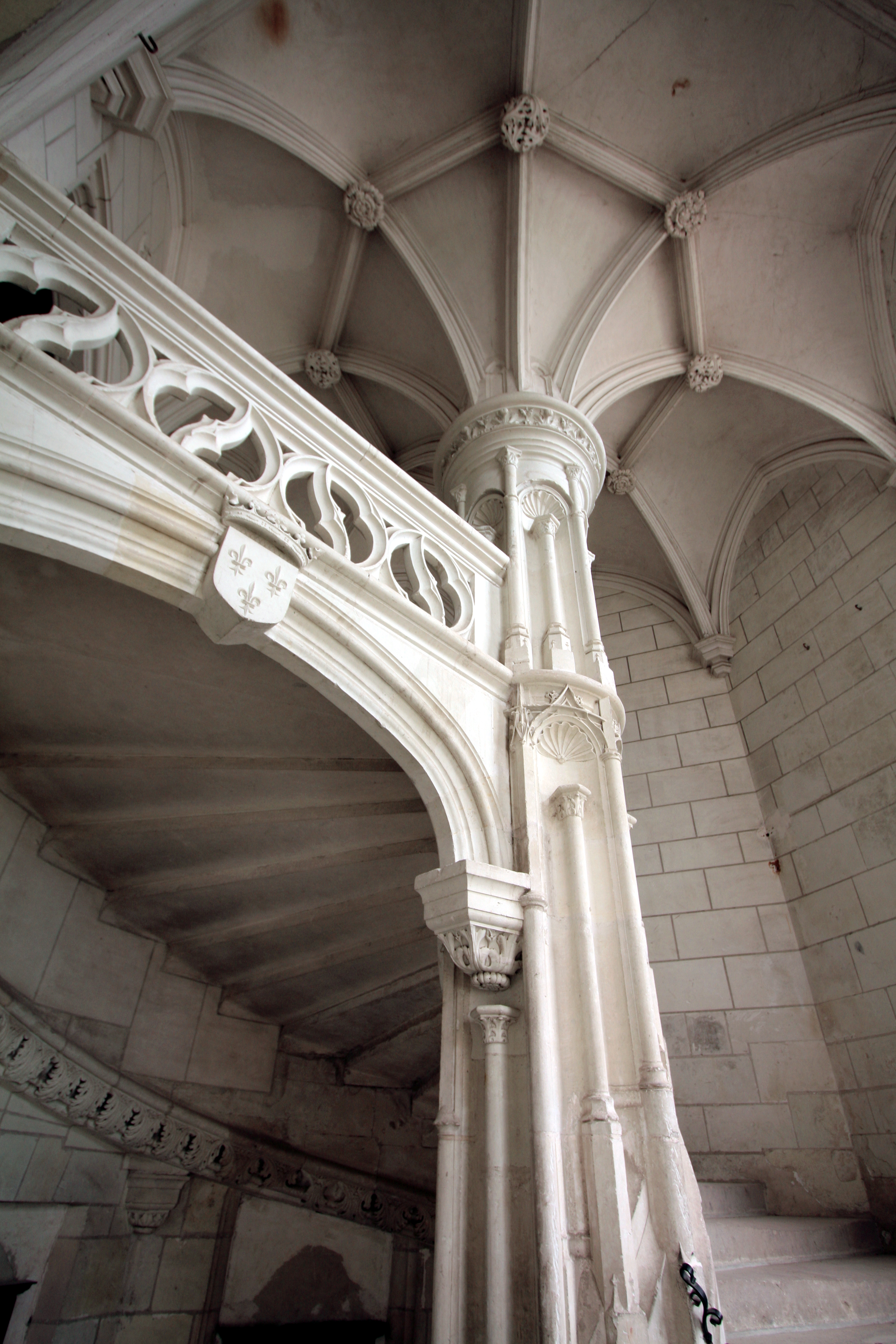
Escala de Chaumont.
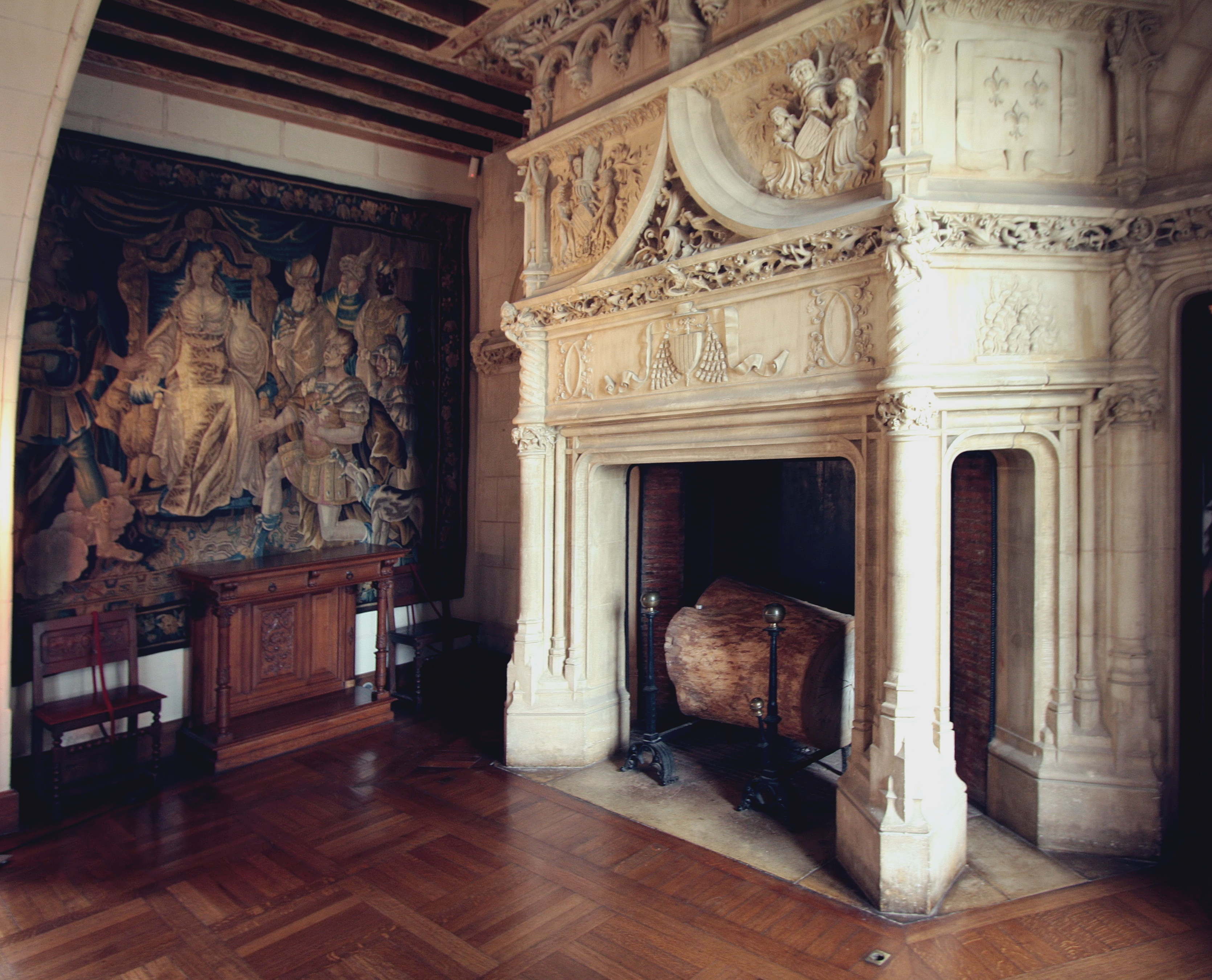
Xemeneia d'una de les sales.

Detalls del castell Chaumont
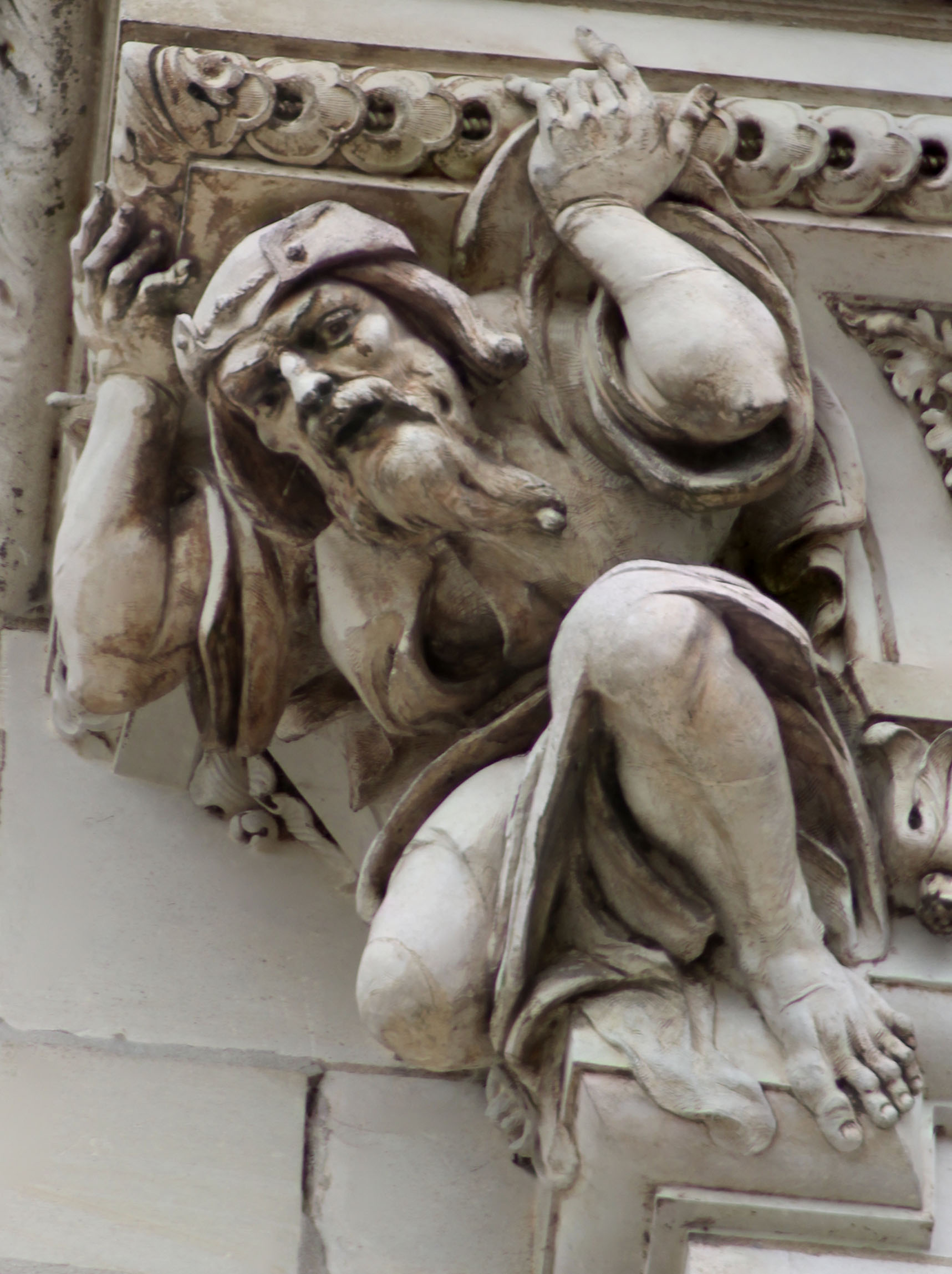
Detall del pati interior.
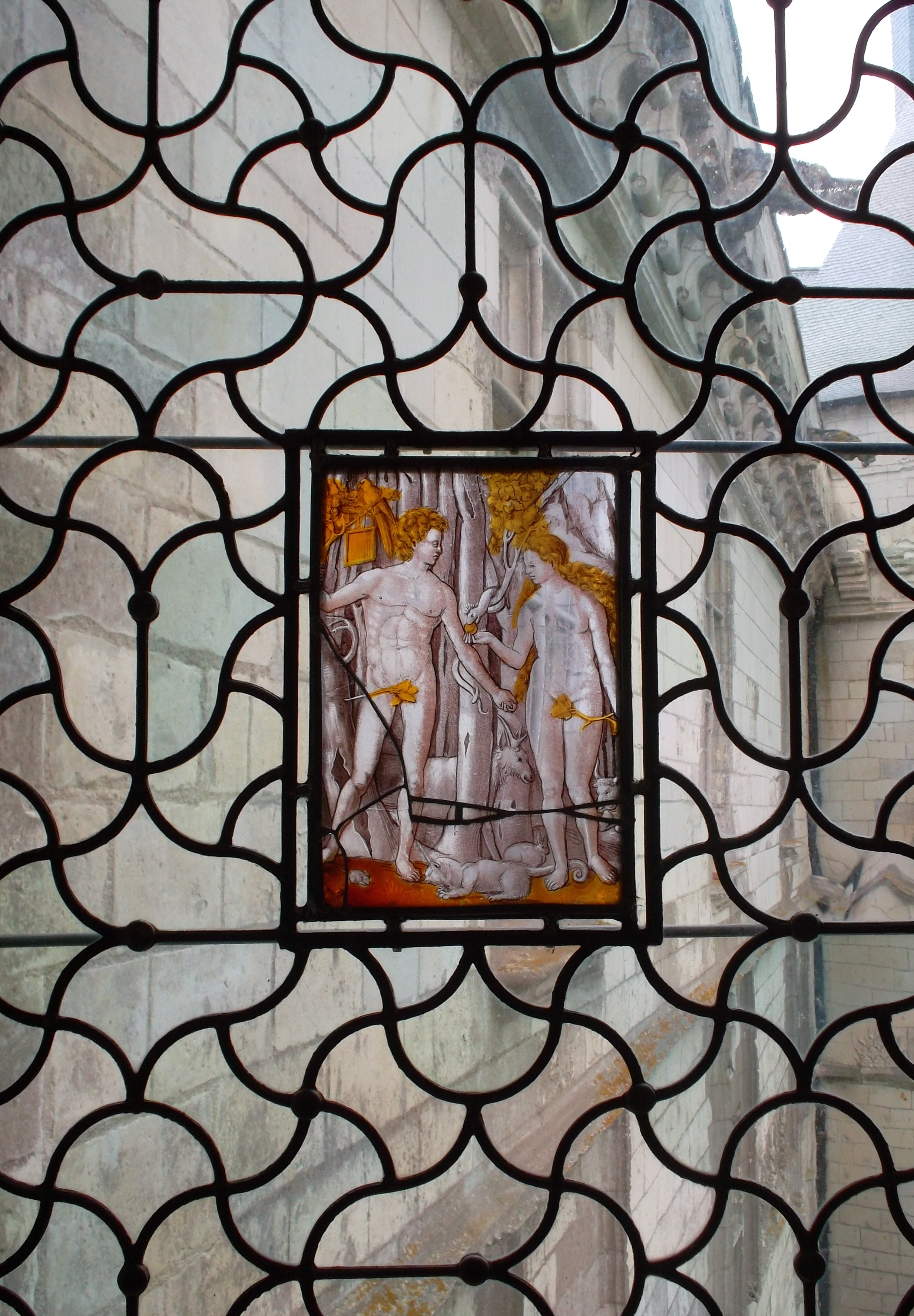
Vitrall amb Adam i Eva.
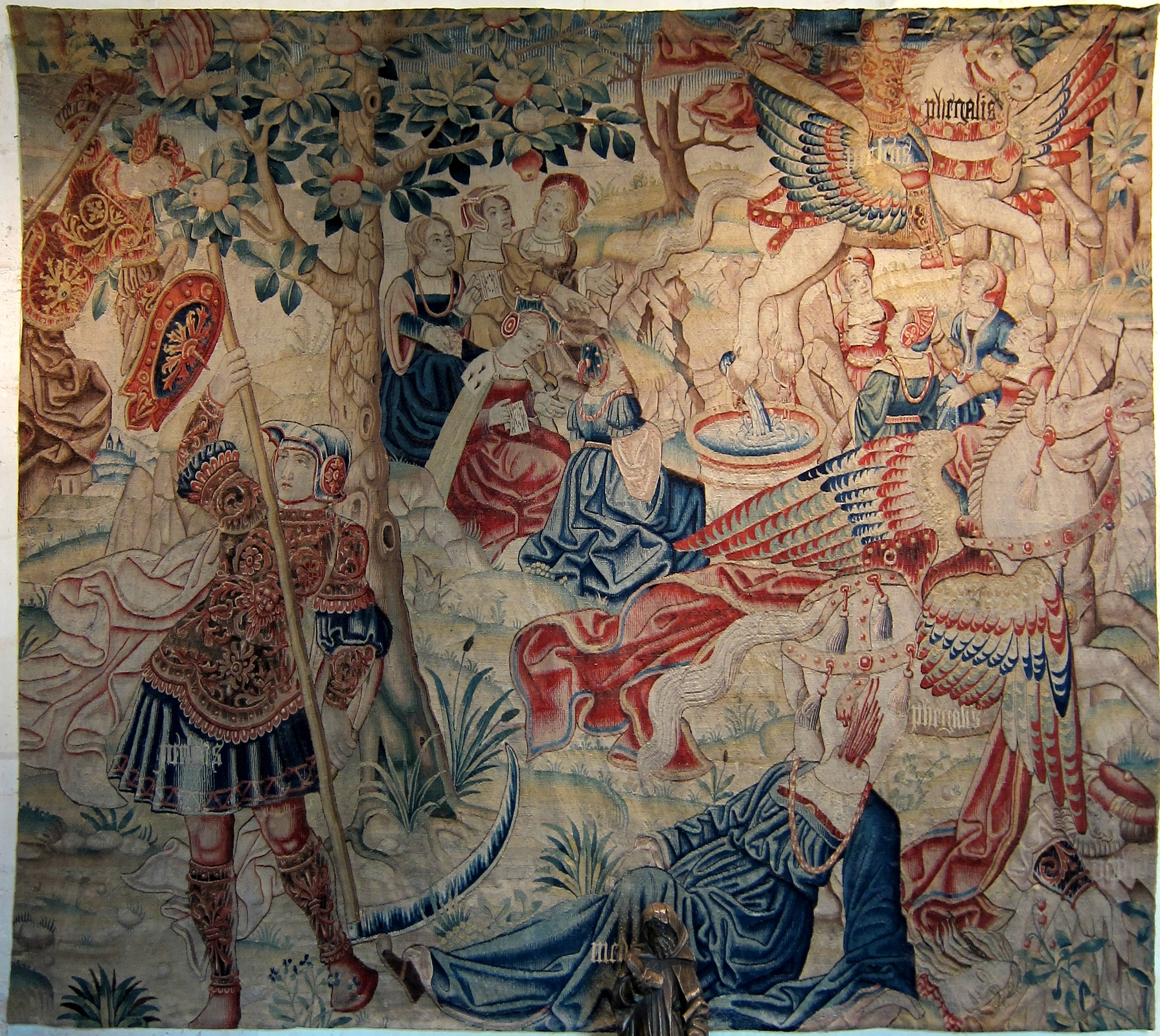
Un dels tapissos de Chaumont.
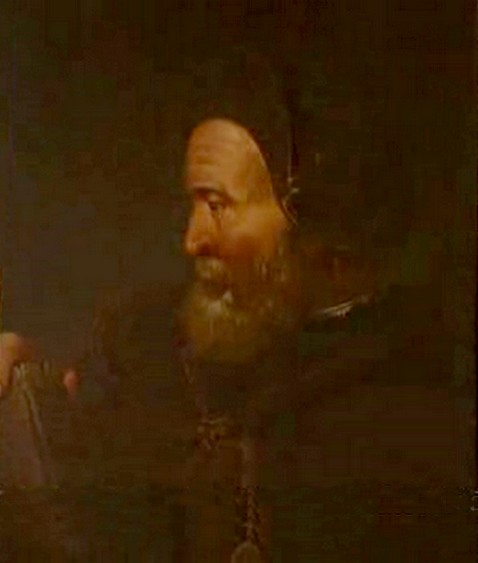
Ruggieri.
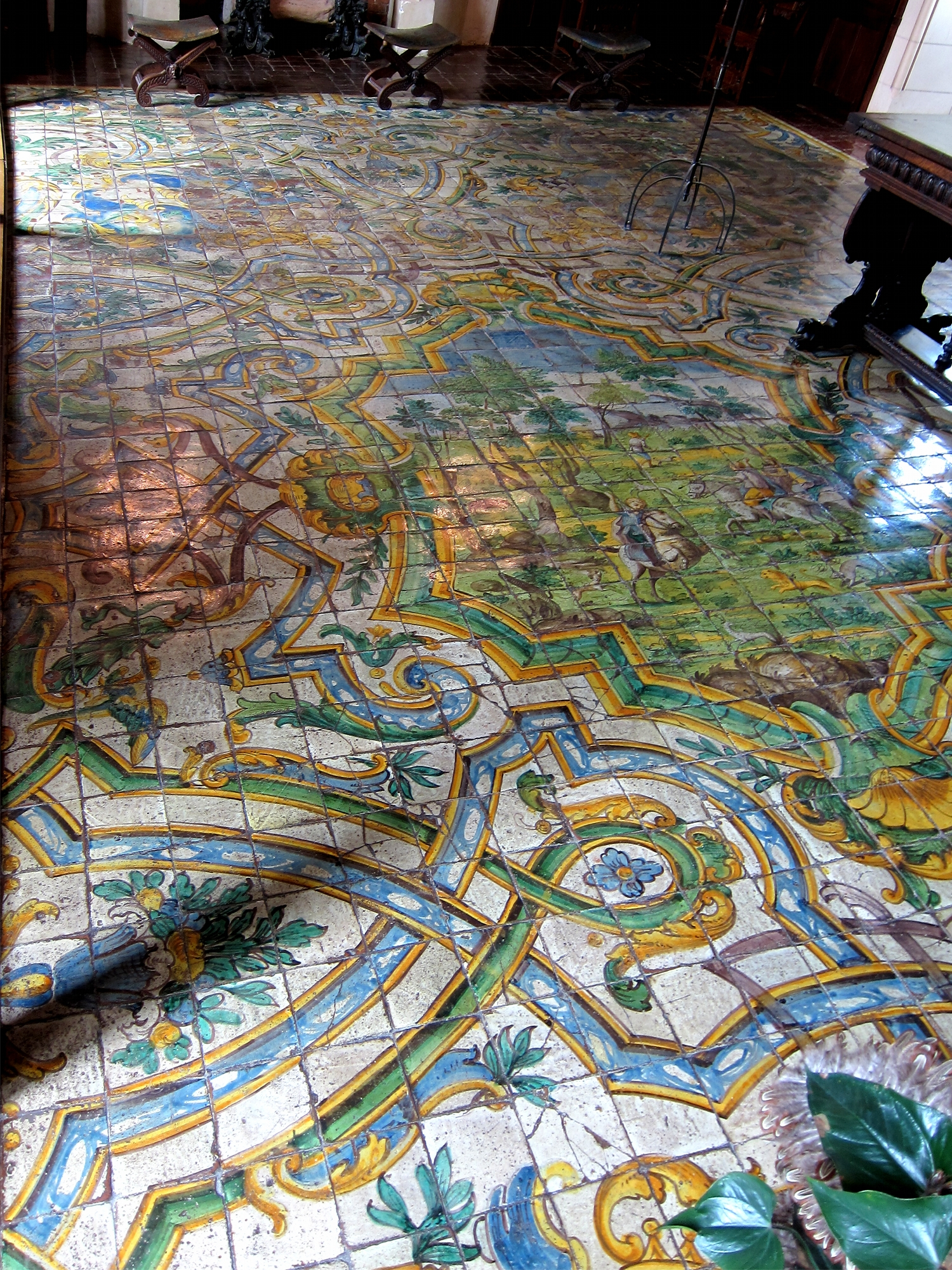
Sòl de la sala del consell.

## Domaine Régional de Chaumont-sur-Loire
El « Domaine régional de Chaumont-sur-Loire » (Domini regional de Chaumont-sur-Loire) és un establiment públic de cooperació cultural propietat de la regió Centre - Vall del Loira des de l'any 2008, que és una de les primeres autoritats locals per tenir un candidat per a l'adquisició d'un Domini nacional. A causa del seu passat i la seva excepcional ubicació a la vora del Loira el seu paisatge està classificat com a Patrimoni de la Humanitat de la UNESCO, el "Domaine de Chaumont-sur-Loire" és particularment prestigiós.
La missió d'aquesta institució pública és garantir, en primer lloc, la protecció i la millora de tots els components de mobles i immobles de la finca, incloent el castell de Chaumont, estables, dependències, el parc i les col·leccions, i en segon lloc, per desenvolupar un conjunt d'activitats centrades en l'art contemporani al castell i al parc, incloent el "Festival Internacional dels Jardins de Chaumont-sur-Loire", creat l'any 1992.
D'acord amb aquesta rica història artística, el "Domaine de Chaumont-sur-Loire" prepara la programació durant tot l'any, sobre la relació entre l'art i la naturalesa, al castell, al parc i, òbviament, en el Festival de Jardins. Totes les activitats (instal·lacions, intervencions artístiques, exposicions fotogràfiques, conferències, reunions ...) estan relacionades amb aquest tema.
El Parc i el Festival Internacional de Jardins de Chaumont-sur-Loire tenen l'etiqueta de Jardin Remarquable (jardins notables) i va rebre l'any 2011 el de l'etiqueta Arbres remarquables (arbres destacats) a causa de cedres excepcionals que adornen la zona del parc.
El parc del castell compta amb jardins « à l'anglaise » i contemporanis, emmarcats per una zona de bosc.
El jardí es caracteritza per la presència de jaços de cultiu en forma de quadres on es conreen plantes de temporada tal com Lupinos, Peonía, Campanules, Stachys, Leucanthemum, Aruncus, Carex, Tradescantia, Sàlvia, Delphinium, Sedum, Hemerocallis, Alstroemeria, Physalis, Heuchera, Geum, Kniphofia, Ligularia, Alchemilla.
El Domini regional de Chaumont-sur-Loire es troba en un dels llocs més bells a la Vall del Loira, en el promontori del riu. És gràcies al castell que l'àrea deu sobretot la seva celebritat. El gran parc, la vall brumosa, el Parc del Festival, el jardí experimental són els punts més importants de la zona enjardinada. Durant 16 anys l'activitat més important de la zona són les exposicions dels jardins i el paisatgisme. El lema del festival: « venez piquer ens idées ! » (simplement ficar les nostres idees!) Amb motiu del Festival Internacional dels Jardins de Chaumont-sud-Loire, "Domaine de Chaumont-sud-Loire" ofereix un concurs internacional de 26 parcel·les d'uns 210 m².

Festival des Jardins de Chaumont-sur-Loire
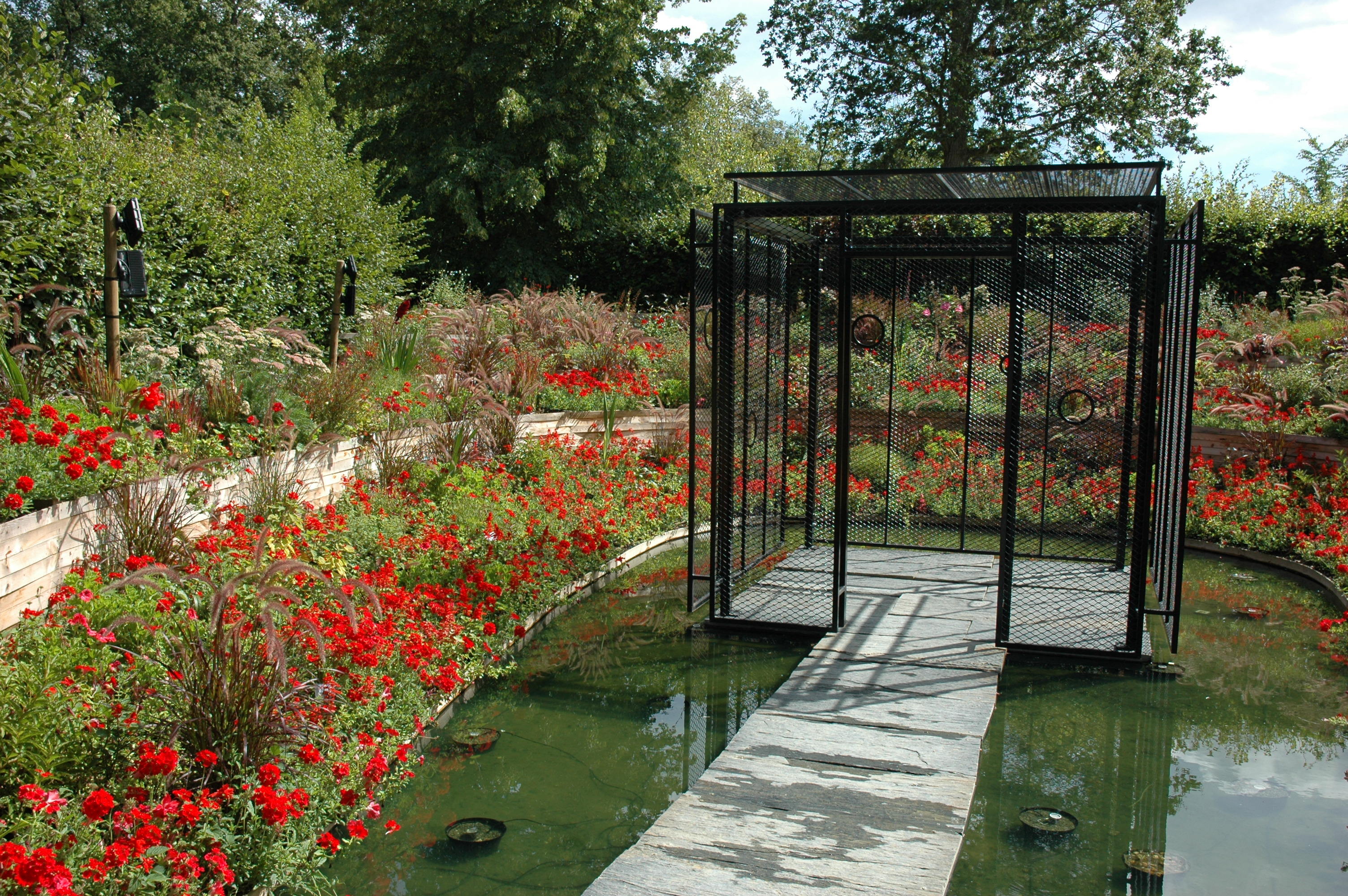
Festival de 2012 ("Jardins des délices, jardins des délires").
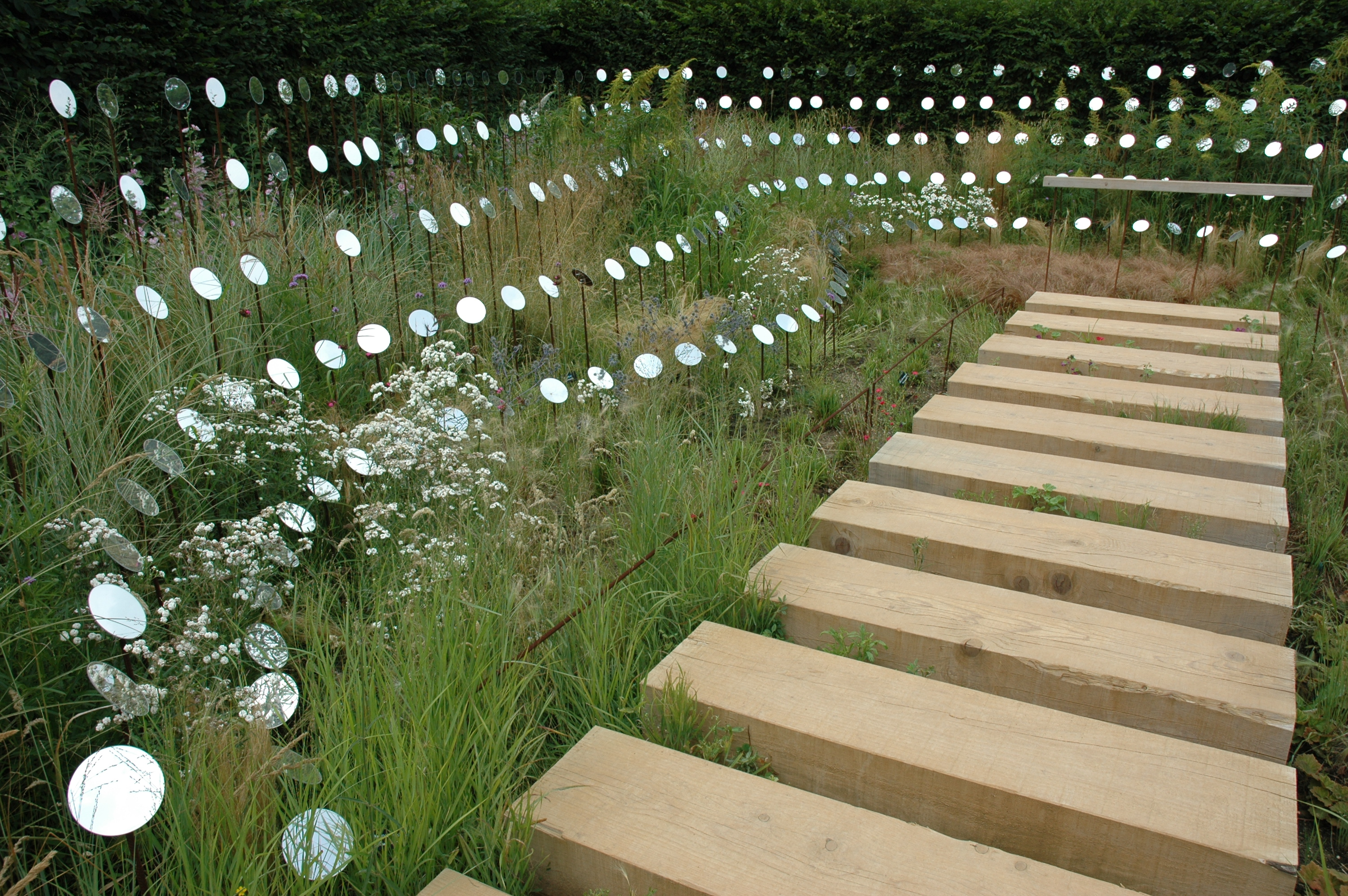
Festival de 2013 ("Jardins des sensations").
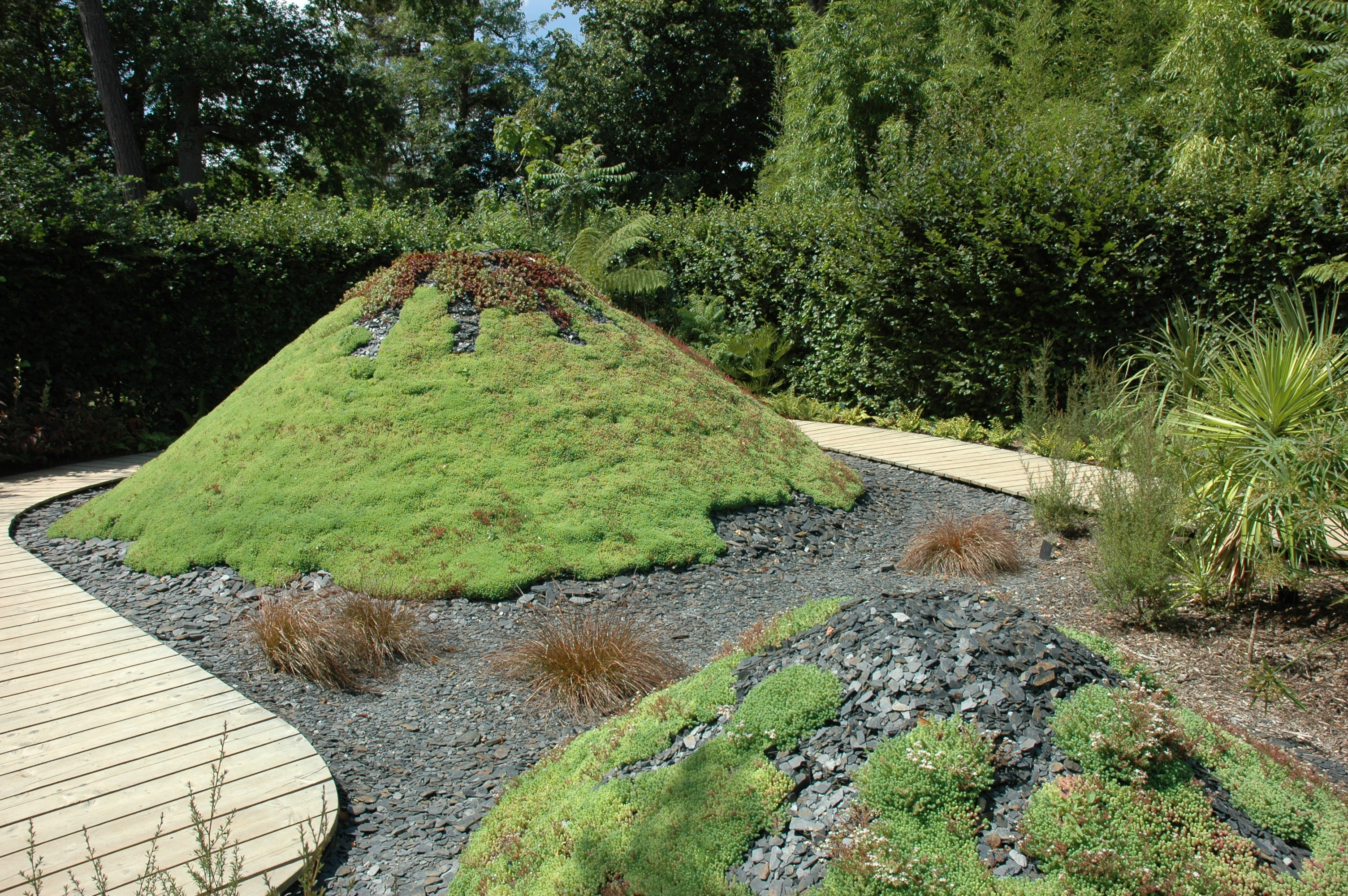
Festival de 2014 ("Jardins deis péchés capitaux").
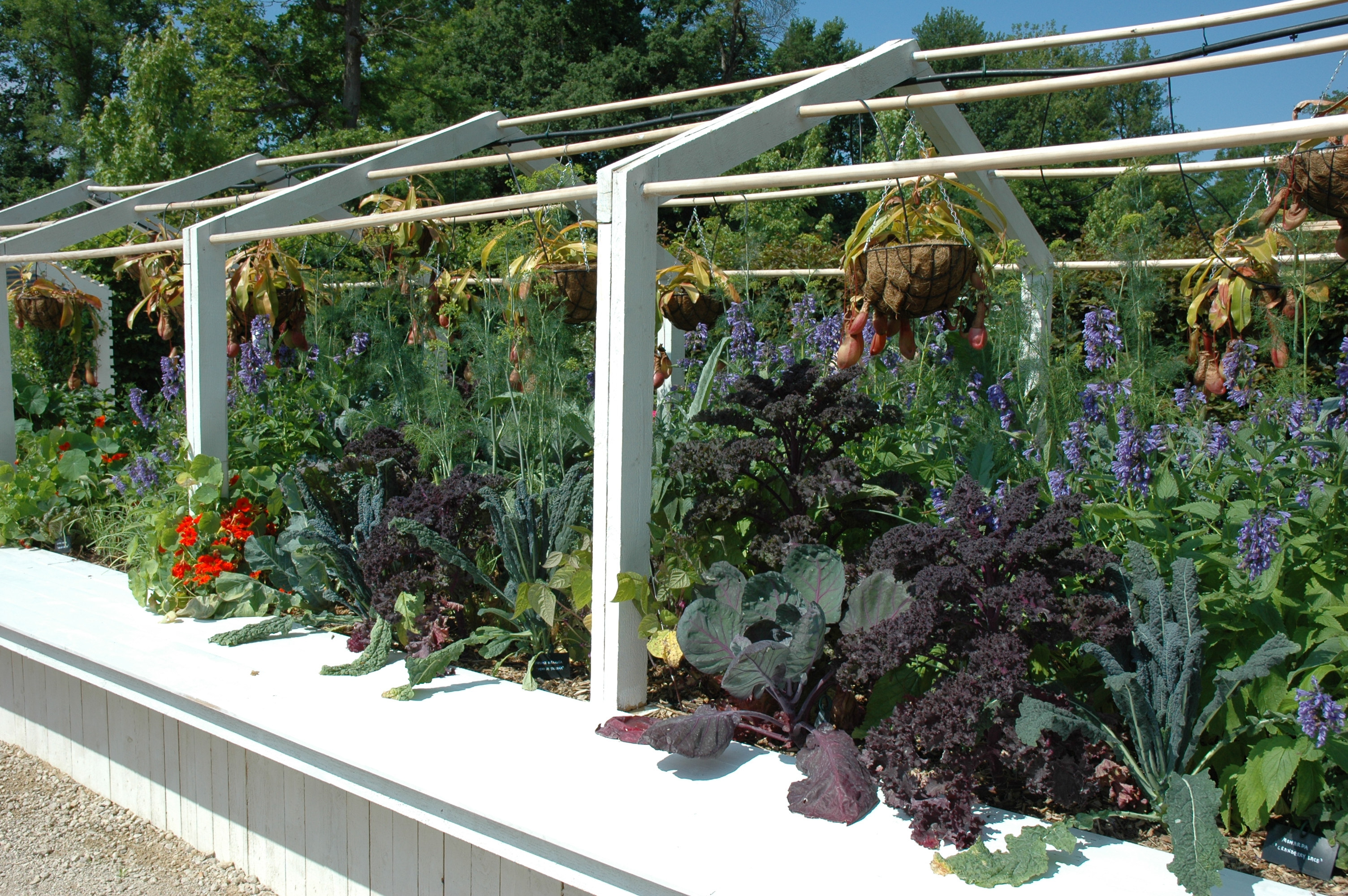
Festival de 2015 ("Jardins extraordinaires jardins de collection").
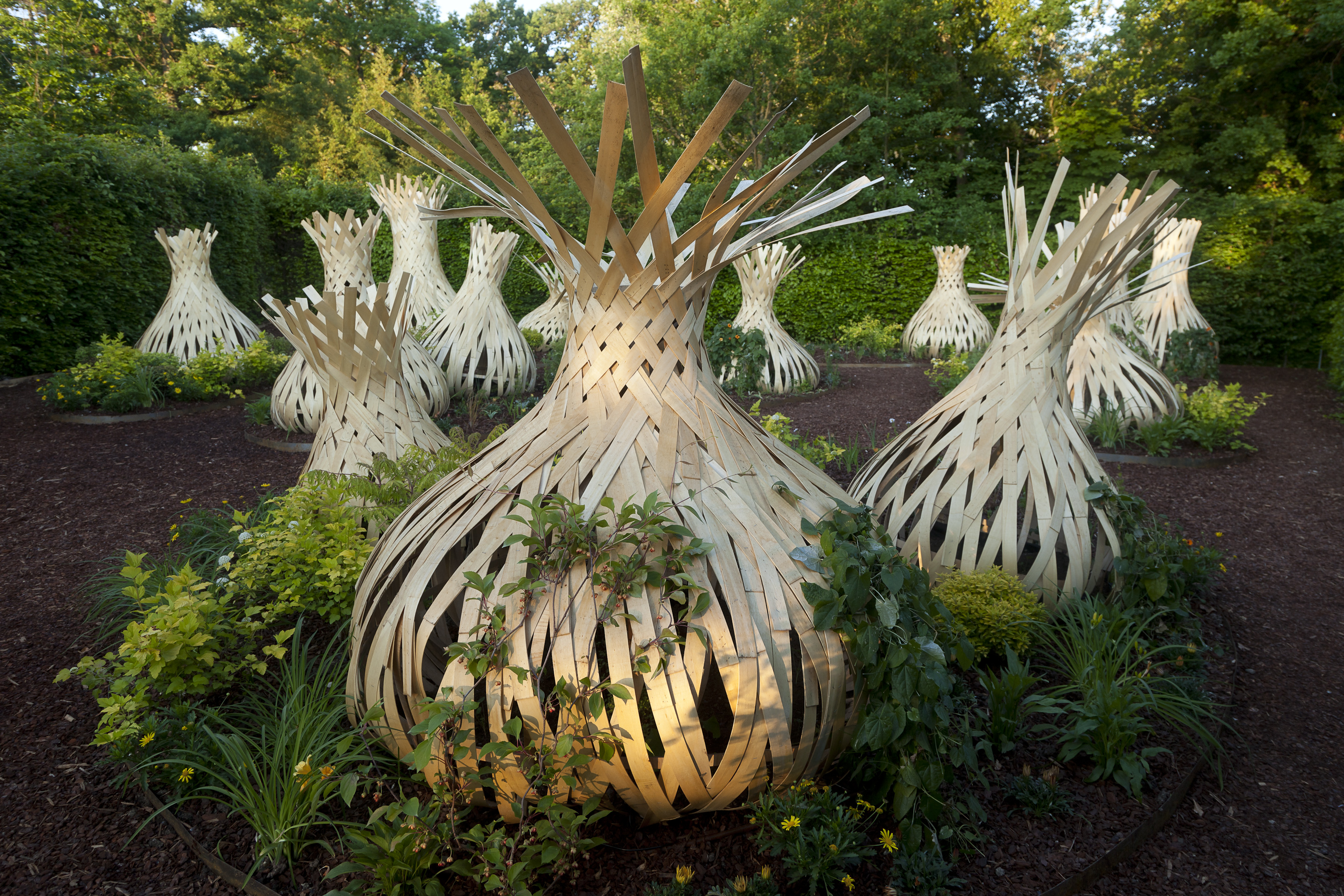